# Wysieradz
Wysieradz – wieś w Polsce położona w województwie łódzkim, w powiecie pabianickim, w gminie Pabianice. Wieś jest częścią składową sołectwa Żytowice.
Przez wieś prowadzi droga asfaltowa.
W latach 1975–1998 miejscowość administracyjnie należała do ówczesnego województwa łódzkiego. W Wysieradzu znajduje się stary cmentarz ewangelicki z czasów, gdy wieś była zamieszkiwana w większości przez Niemców. Pozostały po nim zniszczone nagrobki i fragmenty ceglanego muru.